# Giorgio Kienerk
Giorgio Kienerk, né à Florence le 5 mai 1869 et mort à Fauglia le 15 février 1948, est un artiste peintre, sculpteur, graphiste, enseignant et illustrateur italien.

## Biographie
Fils de Marco Kienerk, d'origine suisse, employé au ministère de l'Instruction publique alors basé à Florence, et de Stéphanie Gallyot, d'origine française, Giorgio Kienerk est placé par son père pour apprendre le dessin et la sculpture auprès d'Adriano Cecioni, avec qui il resta jusqu'à sa mort, en mai 1886. L'académie des beaux-arts de Bologne décerne à Kienerk en 1892 le prix Baruzzi pour L'Anguille, une pièce en marbre ; entre-temps, il complète sa formation auprès du peintre Telemaco Signorini. Ses maîtres sont proches du mouvement pictural des Macchiaioli. Entre 1886 et 1892, il expose sculptures et peintures à la galerie Promotrice de Florence.
Vers 1890, avec d'autres jeunes artistes toscans comme Plinio Nomellini, Oscar Ghiglia, Mario Puccini, Ludovico Tommasi qui formeront plus tard le mouvement des « peintres post-Macchiaioli », Kienerk se tourne vers de nouvelles orientations artistiques et culturelles de tendance internationale, telles que le divisionnisme, le symbolisme et l'Art nouveau, qui lui permettent de montrer son travail sur la scène européenne. En 1901, Aby Warburg visite son atelier florentin.
Kienerk est présent à la Biennale de Venise de 1899 à 1905 et au salon de la Société nationale des beaux-arts en 1902 et 1903, années durant lesquelles il séjourne à Paris.
Au tournant du siècle, il s'intéresse non seulement à la peinture et à la sculpture, mais aussi aux arts graphiques. Faisant preuve d'une certaine inventivité, il travaille comme illustrateur pour des magazines tels que Cocorico, Gil Blas, Emporium, Fiammetta, Il cavalier Cortese, Italia Ride, Novissima, La Riviera Ligure (1903-1919), Avanti! della domenica, particulièrement significatives de l'évolution de son style.
À partir de 1905, pendant trente ans, il occupe le poste de directeur de l'École civique de peinture (Civica Scuola di Pittura) de Pavie, tout en se consacrant pleinement à l'enseignement, et sans négliger sa propre activité d'artiste.

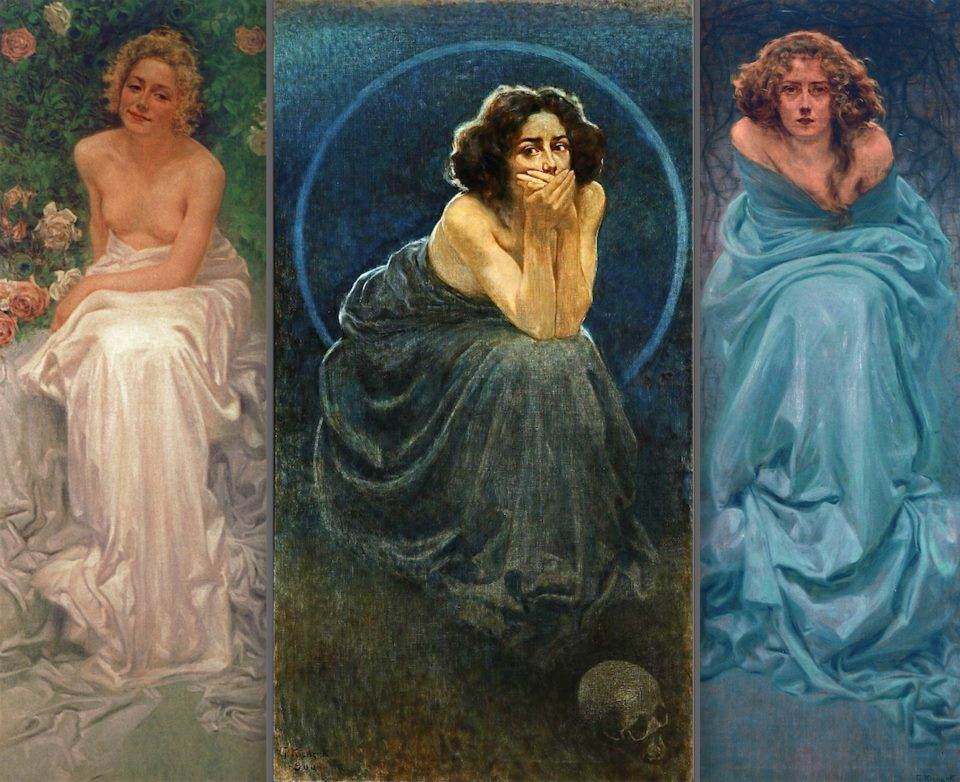
L’enigma umano (1900), triptyque, Pavie, Musées civiques de Pavie.

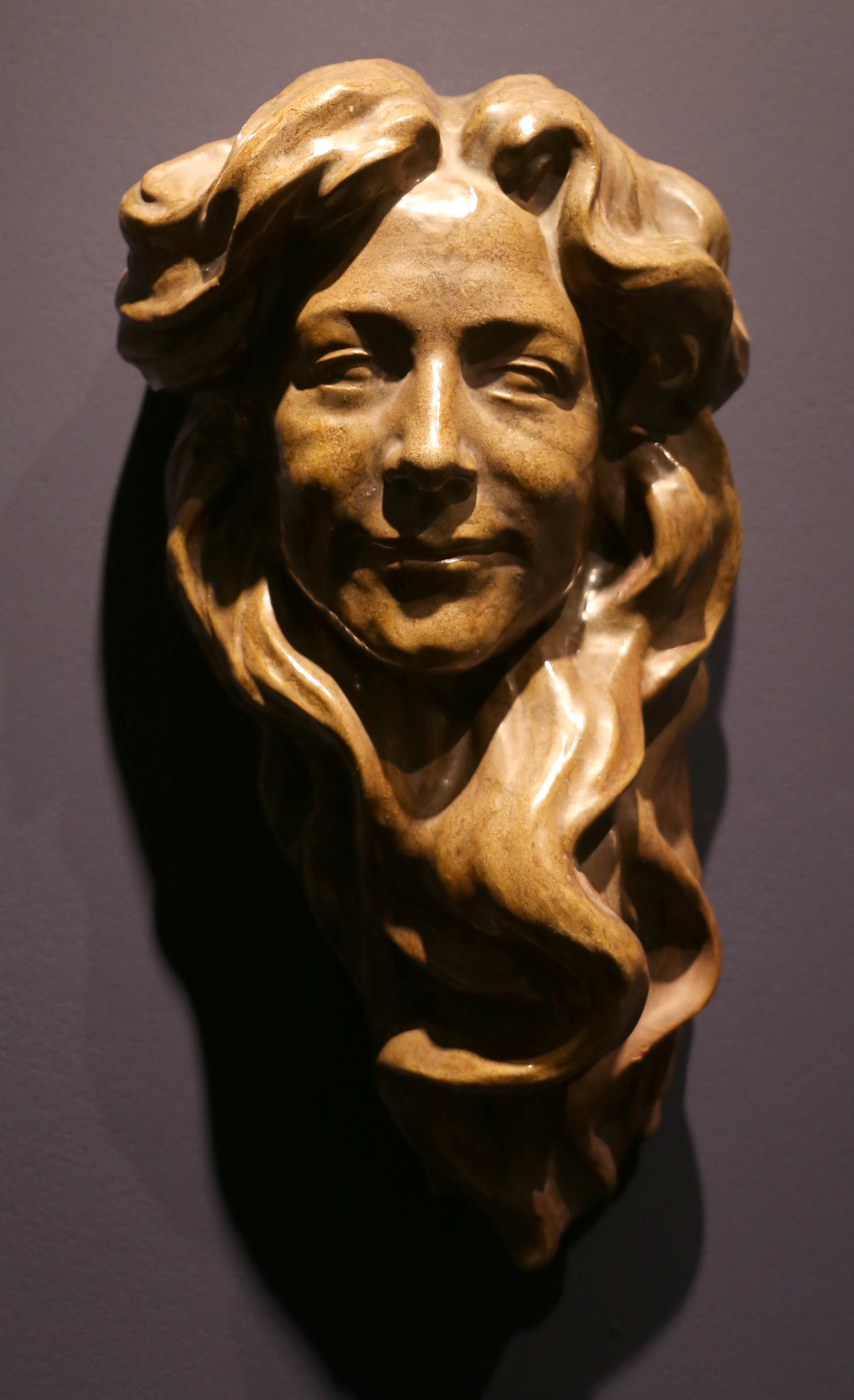
Buste de femme (1900-1902), exposé au Palazzo Pretorio de Pontedera en 2018.

En 1921, il expose cinq tableaux à la Società per le Belle Arti ed Esposizione Permanente à Milan, pour l'exposition des artistes vénitiens-toscans-lombards : Strada di campagna, Mattino d'estate, Nel parco, Sera, et Il Pagliaio.
Kienerk meurt en 1948 dans la maison familiale située à Poggio alla Farnia près de Fauglia, où il passait chaque été depuis 1919, lieu qui inspira un grand nombre de ses œuvres ; la ville lui dédie un musée en 2009.